# Pixelbook
Pixelbook（ピクセルブック、開発時のコードネームはEve）は、Googleによって開発された、 ChromeOSを搭載する2in1タイプのChromebook。2017年10月4日に発表され、10月30日に発売された。
2022年9月に、Googleは後継機種の開発を中止し、開発チームを解散した。
多くの典型的なChromebookとは異なり、アメリカでの小売価格は約1,000ドルと高額であり、Microsoft Surface Laptopと同水準であった。

## 概要
Googleは、アメリカの学校の58%の市場シェアを獲得したことで、Chromebookのラインナップが、スロースタートの後に成功したことに気づき、この教育分野でAppleやMicrosoftと競争できる、強力なプレーヤーになることを目標に、Pixelbookの開発を行なった。
発売翌年の2018年には、同じコンセプトで、取り外し可能なキーボードを備えたタブレット（コードネーム「Nocturne」）がPixel Slateとして開発、発売されている。

## 特徴
12.3インチ (310 mm)のタッチスクリーンデザインが特徴で、タブレットのように使うことができる。また、Googleアシスタントを起動するための専用キーを備えている。ChromeOSをプリインストールしているため、Androidアプリケーションをネイティブに実行できる。

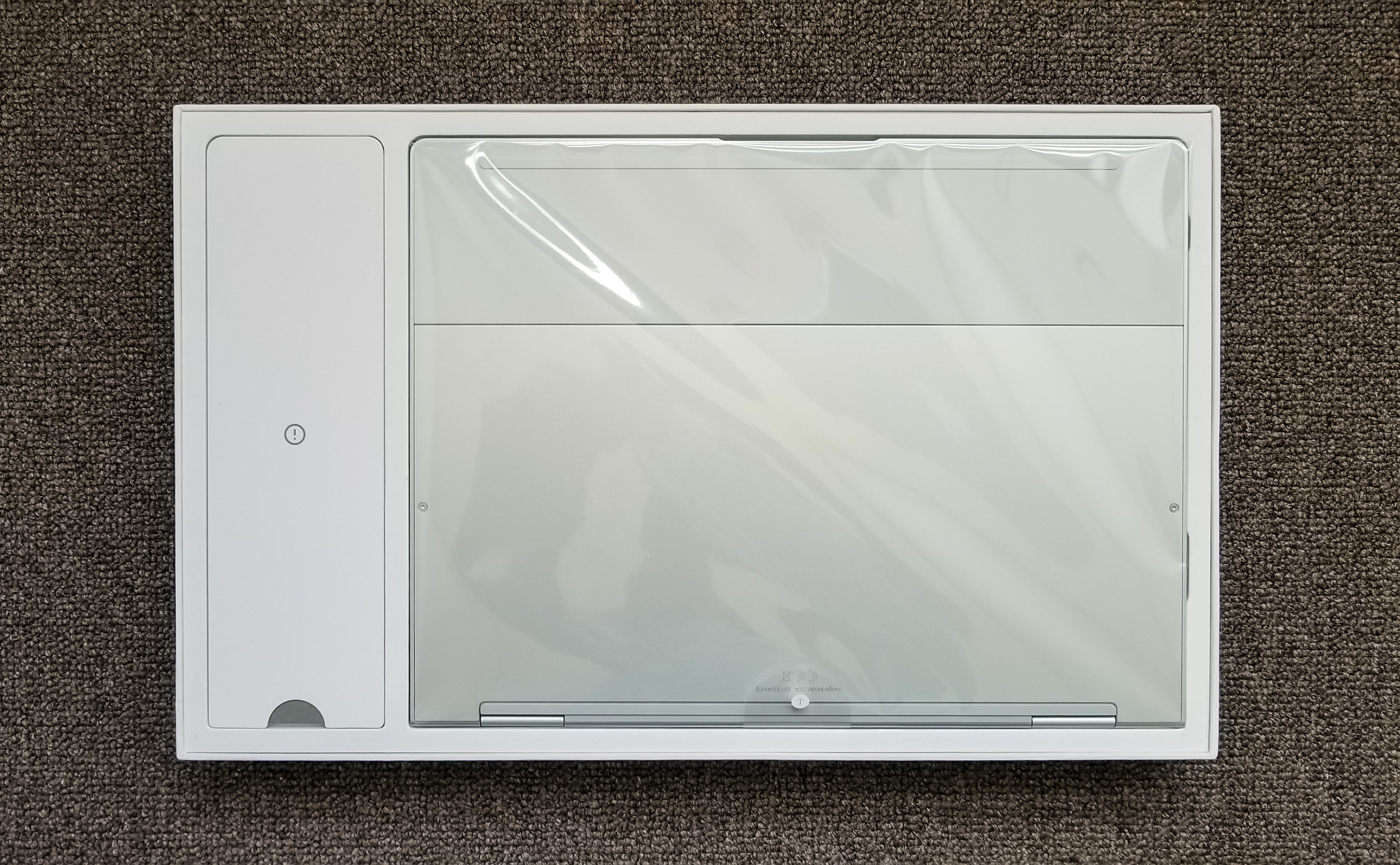
Pixelbookのパッケージ。

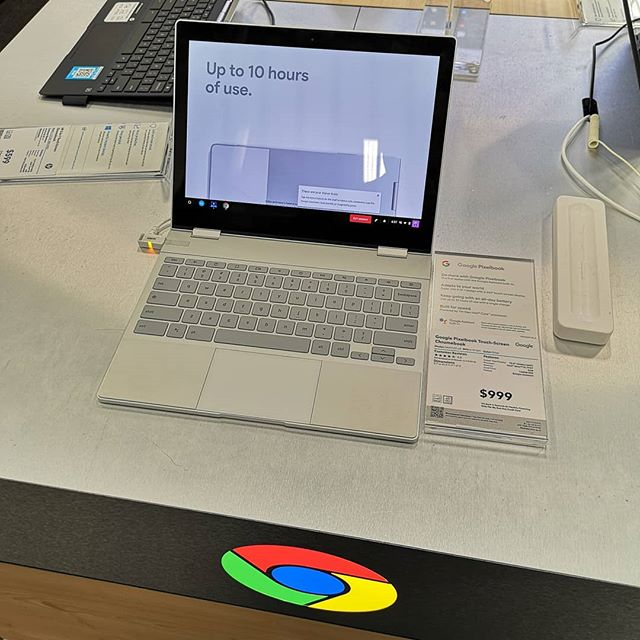
店頭展示されているPixelbook。最大10時間のバッテリー持続をPRしていた。

前面カメラでは、720p（毎秒30フレーム）で映像を録画できる。ヒンジはほぼ360°分、完全に開くことができ、その角度に応じて「ラップトップ」「テント」または「タブレット」の3つのモードで動作する。
他にも、インスタントテザリング機能を備えており、Wi-Fi接続が切れた際に、自動的に適切なスマートフォンと接続してインターネットに繋ぐことができる。
2つのUSB-Cポートは、いずれかを充電に使用できる。付属の45W充電器を使用すると、充電には最大2時間かかる。41Whのバッテリーは連続使用で10時間ほど使うことができる。
| プロセッサ   | メモリ   | ストレージ | GPU          | 価格                   |
| ------------ | -------- | ---------- | ------------ | ---------------------- |
| Core i5-7Y57 | 8GB RAM  | 128GB      | Intel HD 615 | US$999 / 999ポンド     |
| Core i5-7Y57 | 8GB RAM  | 256GB      | Intel HD 615 | US$1,199 / 1,199ポンド |
| Core i7-7Y75 | 16GB RAM | 512GB      | Intel HD 615 | US$1,699 / 1,699ポンド |

Core i7プロセッサを搭載した最高性能のモデルは、Googleストアのみの発売であり、他のモデルと比べて購入開始時期に遅れが出ていた。最初の出荷は、2018年1月までずれ込んだ。

### 周辺機器
Pixelbookのためにデザインされたスタイラス、Pixelbook Penが別売りで、99ドル/ポンドで販売されていた。
圧力感知と角度感知機能を備え、遅延もわずか10ミリ秒に抑えており、交換可能なAAAAバッテリーを搭載していた。

## 歴史
PixelブランドのChromebookは、Chromebook Pixelの後継として、2017年のGoogleの毎年恒例の秋の「Made by Google」イベントで発売されると予想されており、実際、2016年にChromebook Pixelの展開が終了した後、次世代のGoogle製ラップトップコンピュータとして、Pixelbookが計画されていた。これは、タブレットとしても利用できるラップトップになると予想されていた、前年のプロジェクト「Bison」からのスピンオフだとも考えられていた。
Pixelbookについて、名前、限定的な仕様、および予備価格は、公式発表の前にリークされ、さらに、周辺機器としてスタイラスも利用可能になることも報じられた。こうしてPixelbookは、2017年10月4日に999米ドルでの発売が正式に発表された。
2019年10月には、Pixelbook Goが発表され、Pixelbookと同様のパフォーマンスとタッチスクリーンを備えたChromebookとなった一方、本機種で備えていたタブレットモードとスタイラスのサポートは廃止されることになった。
その後、2020年9月19日までに、Googleは元のPixelbookのすべてのモデルをオンラインストアから削除し、ラインナップの事実上の廃止を公表した。

## 評価
Pixelbook本体の品質は賞賛されたものの、価格面を考慮してデバイスの市場に疑問を呈したメディアからは、賛否両論が混在した。
- The Vergeは、レビューの中で「iPad Proと同様に、Pixelbookは信じられないほど素敵で強力なマシンで、ほとんどのコンピューティングタスクを処理できる。ただしおそらく全部できるわけではない。」と述べている[16]。
- The Guardianは「Chromebookの王様は、高価ではあるが一流だ」と評した[17]。
- Engadgetは、Pixelbookを「価格に見合うだけの価値があるプレミアムなChromebook」と表現した[18]。
- Wiredは、2017年10月のレビューの中で「誰が買うのかわからない」と示唆した[19]。
- Financial Timesは新しいPixelbookに好意的なコメントを残し、他の修正された問題の中でも特に、以前のモデルよりもオフラインで実行できる機能が増えたことに言及した[20]。